# Ministerio de Desarrollo Rural y Tierras
El Ministerio de Desarrollo Rural y Tierras es un ministerio de Bolivia encargado de desarrollo rural. Desde el 5 de marzo de 2024 el ministro actual es Santos Condori Nina.
El ministerio está compuesto por tres viceministerios los cuales son: el Viceministerio de Desarrollo Rural y Agropecuario, el Viceministerio de la Coca y Desarrollo Integral y finalmente el Viceministerio de Tierras.

## Ministros
| Ministros de Desarrollo Rural y Tierras  | Posesionado por el Presidente de Bolivia | Periodo como Ministro o Ministra | Periodo como Ministro o Ministra | Tiempo de Duración en el Cargo Ministerial | Decreto Presidencial de Designación |
| Ministros de Desarrollo Rural y Tierras  | Posesionado por el Presidente de Bolivia | INICIO                           | FINAL                            | Tiempo de Duración en el Cargo Ministerial | Decreto Presidencial de Designación |
| ---------------------------------------- | ---------------------------------------- | -------------------------------- | -------------------------------- | ------------------------------------------ | ----------------------------------- |
| DÉCADA DE 2000 (Años 2000s)              |                                          |                                  |                                  |                                            |                                     |
| Hugo Salvatierra Gutiérrez (1951-)       | Evo Morales Ayma                         | 23 de enero de 2006              | 23 de enero de 2007              | 1 año                                      | Decreto 22/08/38                    |
| Susana Rivero Guzmán (1971-)             | Evo Morales Ayma                         | 23 de enero de 2007              | 8 de septiembre de 2008          | 1 año, 7 meses y 16 días                   | Decreto 15/04/40                    |
| Carlos Romero Bonifaz (1966-)            | Evo Morales Ayma                         | 8 de septiembre de 2008          | 8 de febrero de 2009             | 5 meses                                    | Decreto 15/04/40                    |
| Julia Damiana Ramos Sánchez (1963-)      | Evo Morales Ayma                         | 8 de febrero de 2009             | 23 de enero de 2010              | 11 meses y 15 días                         | Decreto 15/04/40                    |
| DÉCADA DE 2010 (Años 10s)                |                                          |                                  |                                  |                                            |                                     |
| Nemesia Achacollo Tola (1967-)           | Evo Morales Ayma                         | 23 de enero de 2010              | 31 de agosto de 2015             | 5 años, 7 meses y 8 días                   | Decreto 407                         |
| César Hugo Cocarico Yana (1969-)         | Evo Morales Ayma                         | 31 de agosto de 2015             | 10 de noviembre de 2019          | 4 años, 2 meses y 10 días                  | Decreto 2501                        |
| Mauricio Samuel Ordoñez Castillo (1979-) | Jeanine Áñez Chávez                      | 13 de noviembre de 2019          | 28 de enero de 2020              | 2 meses y 15 días                          | Decreto 4077                        |
| DÉCADA DE 2020 (Años 20s)                |                                          |                                  |                                  |                                            |                                     |
| Eliane Capobianco Sandoval (1973-)       | Jeanine Áñez Chávez                      | 28 de enero de 2020              | 6 de noviembre de 2020           | 9 meses y 9 días                           | Decreto 4141                        |
| Wilson Cáceres Cárdenas (-)              | Luis Arce Catacora                       | 9 de noviembre de 2020           | 1 de diciembre de 2020           | 22 días                                    | Decreto 4389                        |
| Edwin Ronal Characayo Villegas (1984-)   | Luis Arce Catacora                       | 1 de diciembre de 2020           | 14 de abril de 2021              | 4 meses y 13 días                          | Decreto 4405                        |
| Remmy Rubén Gonzales Atila (1969-)       | Luis Arce Catacora                       | 20 de abril de 2021              | 5 de marzo de 2024               | 2 años, 10 meses y 15 días                 | Decreto 4488                        |
| Santos Condori Nina (1978-)              | Luis Arce Catacora                       | 5 de marzo de 2024               | 12 de agosto de 2024             | 5 meses y 7 días                           | Decreto 5127                        |
| Juan Yamil Flores Lazo (1978-)           | Luis Arce Catacora                       | 12 de agosto de 2024             | Actualidad                       | 8 meses y 26 días                          | Decreto 5192                        |

### Viceministros

#### Viceministerio de Desarrollo Rural y Agropecuario
| Viceministro/a de Desarrollo Rural y Agropecuario | Posesionado/a por el Ministro/a | Periodo como Viceministro                      | Duración en el Cargo       | Ref   |
| ------------------------------------------------- | ------------------------------- | ---------------------------------------------- | -------------------------- | ----- |
| Cecilio Álex Díaz Mamani                          | Susana Rivero Guzmán            | 17 de mayo de 2007 - 10 de septiembre de 2007  | 3 meses y 24 días          |       |
| Roxana Liendo Bustos                              | Susana Rivero Guzmán            | 10 de septiembre de 2007 - 14 de marzo de 2008 | 6 meses y 4 días           |       |
| Remmy Rubén Gonzáles Atila                        | Susana Rivero Guzmán            | 14 de marzo de 2008 - 24 de enero de 2009      | 10 meses y 10 días         |       |
| Ana Teresa Morales Olivera                        | Julia Ramos Sánchez             | 24 de enero de 2009 - 2 de febrero de 2010     | 1 año y 9 días             |       |
| Víctor Hugo Vásquez Mamani                        | Nemesia Achacollo Tola          | 2 de febrero de 2010 - 23 de diciembre de 2014 | 4 años, 10 meses y 21 días |       |
| Eugenio Rojas Apaza                               | Nemesia Achacollo Tola          | 30 de enero de 2015 - 1 de septiembre de 2015  | 7 meses y 2 días           | [ 1 ] |
| Marisol Solano Charis                             | César Cocarico Yana             | 2 de septiembre de 2015 - 18 de julio de 2018  | 2 años, 10 meses y 16 días |       |
| Pedro Damián Dorado López                         | César Cocarico Yana             | 18 de julio de 2018 - 10 de noviembre de 2019  | 1 año, 3 meses y 23 días   |       |
| Luis Alberto Áñez Pereyra                         | Mauricio Ordóñez Castillo       | 11 de diciembre de 2019 - 21 de mayo de 2020   | 5 meses y 10 días          |       |
| Gustavo Urresti Yurendini                         | Eliane Capobianco Sandoval      | 21 de mayo de 2020 - 17 de noviembre de 2020   | 5 meses y 27 días          |       |
| Álvaro Mollinedo Catari                           | Wilson Cáceres                  | 17 de noviembre de 2020 - Actualidad           | 4 años, 5 meses y 20 días  | [ 2 ] |